# Emmure
Emmure — американская металкор группа, основанная в 2003 году, первоначально в Нью-Фэрфилд, позже переехавшая в Куинс для совместной деятельности всех участников группы. На данный момент имеет 8 студийных альбомов и один ЕР.

## История
История команды Emmure началась с инициативы её будущего вокалиста Фрэнки. К 16 годам молодой обитатель боро Куинс в Нью-Йорке уже успел поиграть в девяти различных группах.
В апреле 2003-го на одном из музыкальных форумов он познакомился с первым будущим барабанщиком группы — Джо Лайонетти. Они обменивались своими демозаписями до тех пор, пока не осознали, что обязательно должны основать группу. Однако столкнулись с одной проблемой — Палмери жил в Нью-Йорке, а Лайонетти — в городе Нью-Фэрфилд, штат Коннектикут, вместе со своим братом, гитаристом Беном. «Каждую неделю я брал билет до Коннектикута. За год я потратил уйму денег на дорогу. Но позже к нам присоединились гитарист Джэсс Кэтив и басист Марк Дэвис, у нас не оставалось иного пути, как двигаться вперед» — говорит Фрэнки.
Поначалу их жанр больше был похож на гангста-рэп, но когда пришел Джесс, гитарист, он принес с собой новый стиль написания музыки, более тяжелый, более мощный, благодаря которому и сформировалось современное звучание группы.
Когда сформировался состав группы, Emmure начали проводить концерты, которые пользовались популярностью. В сентябре 2004 года записали несколько демо, чем привлекли внимание лейбла This City Is Burning Records, который помог им выпустить ЕР «The Complete Guide To Needlework», после чего подписали контракт с лейблом Victory Records, с последующим выходом первого полноформатного альбома «Goodbye To The Gallows».
1 мая 2009 года слухи об уходе братьев Лайонетти из группы в результате конфликта между участниками были подтверждены в заявлении Джо Лайонетти.
7 мая 2013 года прямо во время московского концерта Emmure в клубе Plan B, вокалист Фрэнки Палмери получил сильный удар током. Из-за этого группа не смогла продолжить выступление. Как позже заявили организаторы, причиной инцидента стала неисправность оборудования. Музыкант не получил серьёзных травм и сумел довольно быстро оправиться от пережитого. Позже Emmure заявили, что любят Россию и обязательно вернутся, что и сделали в июне 2014 года и осенью 2015 года.
В феврале 2014 года Emmure анонсировали тур по России и СНГ в июне в поддержку нового альбома Eternal Enemies. В рамках тура группа выступила в Киеве, Минске, Москве, Санкт-Петербурге, Новосибирске, Красноярске, Краснодаре и Ростове-на-Дону.
22 декабря 2015 года СМИ, включая Alternative Press и Lambgoat, сообщили, что все участники группы, кроме Фрэнки Палмери, покинули её. Бывший басист группы Марк Дэвис подтвердил, что четверо участников выбыло, и они создадут собственный проект.
Тем не менее Emmure продолжил своё существование за счёт вовлечения гитариста Джоша Трэвиса (Glass Cloud, ex-The Tony Danza Tapdance Extravaganza). Джош, в свою очередь, нашёл нового басиста и нового барабанщика, коими стали Фил Локетт (Glass Cloud, ex-The Tony Danza Tapdance Extravaganza) и Джош Миллер (Glass Cloud). Позже было анонсировано о начале работы над новым полноформатным альбомом и подписании на лейбл SharpTone Records. Седьмая студийная пластинка под названием Look at Yourself вышла 3 марта 2017 года.
26 июня 2020 года вышел восьмой студийный альбом Hindsight.

## Состав
Текущий состав
- Фрэнки Палмери — вокал (2003 — настоящее время)
- Джош Трэвис — Соло-гитара,Ритм-гитара (2016 — настоящее время)
- Зак Дэвис — бас-гитара (2023 — настоящее время)
- Зак Аллард — ударные (2023 — настоящее время)

Бывшие участники группы
- Джош Аммерманн — соло-гитара (2003)
- Бен Лайонетти — ритм-гитара (2003—2009)
- Джо Лайонетти — ударные (2003—2009)
- Майк Каабэ — ударные (2009—2011)
- Дэн Стайндлер — бас-гитара (2003—2004)[9]
- Марк Кастилло — ударные (2012—2014)
- Марк Дэвис — бас-гитара (2004—2015)
- Джэсс Кэтив — соло-гитара (2003—2015)
- Майк Мулхоланд — ритм-гитара (2009—2015)
- Адам Пирс — ударные (2014—2015)
- Фил Локетт — бас-гитара (2016—2018)
- Николас Пятт — бас-гитара (2018-2023)
- Джош «Baby J» Миллер — ударные (2016—2021)

## Дискография

### Альбомы
| Год  | Название альбома       | Позиция в рейтинге | Позиция в рейтинге       | Позиция в рейтинге    |
| Год  | Название альбома       | Топ 200            | Топ независимых альбомов | Музыкальный хит-парад |
| ---- | ---------------------- | ------------------ | ------------------------ | --------------------- |
| 2007 | Goodbye To The Gallows | 191                | 33                       | 15                    |
| 2008 | The Respect Issue      | 141                | 17                       | 4                     |
| 2009 | Felony                 | 60                 | 8                        | -                     |
| 2011 | Speaker Of The Dead    | 68                 | 11                       | -                     |
| 2012 | Slave To The Game      | 58                 | 11                       | -                     |
| 2014 | Eternal Enemies        | 57                 | 11                       | -                     |
| 2017 | Look at Yourself       | 73                 | 4                        | -                     |
| 2020 | Hindsight              | -                  | -                        | -                     |

### Мини-альбомы
- The Complete Guide To Needlework (2006)

### Демо
- Nine Eleven Zero Four (2004)
- Demo (2005)